# L'Hallucination de l'alchimiste
Pour plus de détails, voir Fiche technique et Distribution.
L'Hallucination de l'alchimiste est un film français réalisé par Georges Méliès, sorti en 1897.